# Adam A500
Adam A500 – dwusilnikowy samolot turystyczny produkowany przez Adam Aircraft Industries. Pierwszy lot odbył się 11 lipca 2002 roku. Wyprodukowano tylko 7 egzemplarzy.

## Historia i Konstrukcja
A500 został opracowany na podstawie demonstracyjnej technologii M-309 CarbonAero zaprojektowanej przez Elberta Leandera Rutana i zbudowanej przez Scaled Composites na lotnisku Mojave. Oznaczenie „309” odnosi się do 309. modelu samolotu zaprojektowanego przez Rutana. W 2006 roku model 309 został wypożyczony do Wings Over the Rockies Air and Space Museum i jest teraz tam wystawiany.
Dzięki umieszczeniu śmigieł na dziobie i z tyłu kadłuba maszyna ta w locie zachowuje się podobnie do samolotów jednosilnikowych. Karbonowe skrzydła połączone są dwiema belkami ogonowymi z usterzeniem pionowym i poziomym. Przy jego konstruowaniu użyto w dużej mierze włókien węglowych.